# Verbandsgemeinde Cochem
La comunità amministrativa di Cochem (Verbandsgemeinde Cochem) si trova nel circondario di Cochem-Zell nella Renania-Palatinato, in Germania.

## Comuni
Fanno parte della comunità amministrativa i seguenti comuni:
| Comune, città           | Sup. (km²) | Abitanti |
| ----------------------- | ---------- | -------- |
| Beilstein               | 1,68       | 140      |
| Bremm                   | 9,12       | 719      |
| Briedern                | 3,56       | 353      |
| Bruttig-Fankel          | 14,38      | 1 085    |
| Cochem, Stadt           | 21,20      | 5 199    |
| Dohr                    | 5,02       | 617      |
| Ediger-Eller            | 19,15      | 890      |
| Ellenz-Poltersdorf      | 7,40       | 821      |
| Ernst                   | 4,18       | 544      |
| Faid                    | 8,23       | 1 054    |
| Greimersburg            | 10,16      | 713      |
| Klotten                 | 16,07      | 1 220    |
| Lieg                    | 9,69       | 378      |
| Lütz                    | 5,48       | 270      |
| Mesenich                | 2,98       | 294      |
| Moselkern               | 4,73       | 548      |
| Müden (Mosel)           | 7,50       | 649      |
| Nehren                  | 0,76       | 97       |
| Pommern                 | 5,65       | 398      |
| Senheim                 | 12,57      | 562      |
| Treis-Karden            | 31,33      | 2 156    |
| Valwig                  | 5,70       | 435      |
| Wirfus                  | 4,65       | 233      |
| Verbandsgemeinde Cochem | 211,19     | 19 375   |

(Abitanti al 31 dicembre 2021)
I comuni di Lieg, Lütz, Moselkern, Müden, Pommern e Treis-Karden fino al 1º luglio 2014 facevano parte del Verbandsgemeinde Treis-Karden.